# Joaquín Lluhí Rissech
Joaquín Lluhí Rissech (Lloret de Mar, 1866 - Castelltersol, 1929) fue un abogado y político republicano español. 

## Biografía
Nació en Lloret de Mar en 1866. Tras ejercer magisterio en Vendrell (Tarragona), estudió derecho y militó en el republicanismo federal con una actitud favorable al catalanismo. Se aproximó a la Unió Catalanista en 1899, pero fracasó y dejó al partido de José María Vallés y Ribot para incorporarse a la Lliga Regionalista en 1901.
Tres años más tarde, debido a la actitud de Francisco Cambó durante la visita del rey Alfonso XIII a Barcelona, en 1904, abandonó la Lliga. Ese mismo año fue uno de los fundadores e inspirador ideológico del El Poble Català. Consiguió incorporar gradualmente los disidentes de la Lliga hacia el nacionalismo republicano izquierdista y fue vicepresidente e ideólogo del Centre Nacionalista Republicà en 1906. Inicialmente partidario de la coalición Solidaritat Catalana, al no aceptar el proyecto de ley de administración local de Antonio Maura, fue acusado de ser el principal responsable de la posterior ruptura.
A partir de 1909 buscó el reagrupamiento de todas las fuerzas republicanas y, siendo presidente del Centre Nacionalista Republicà (1909-1912), organizó la Unión Federal Nacionalista Republicana en 1910 con los federales y los miembros de la Unión Republicana que no siguieron a Alejandro Lerroux.
Fue elegido concejal del Ayuntamiento de Barcelona, cargo que ejerció entre 1909 y 1913. En 1912 intentó la coalición con los republicanos radicales, pero no aceptó el pacto de Sant Gervasi, y a partir de 1914 dejó la política activa. También fue presidente del Ateneo Barcelonés. Falleció en 1929.

## Familia
Uno de sus hijos, Juan, fue varias veces ministro durante la Segunda República.